# Polynema oreades
Polynema oreades är en stekelart som först beskrevs av Debauche 1949.  Polynema oreades ingår i släktet Polynema och familjen dvärgsteklar. Inga underarter finns listade i Catalogue of Life.